# Тиммс-Хилл
Тиммс-Хилл — высшая точка американского штата Висконсин. Расположена в северно-центральной части штата в городе Хилл. Высота составляет 594,8 метра.
На вершине расположена высокая обзорная башня.